# Inverness Highlands South
Inverness Highlands South est une census-designated place du comté de Citrus, dans l'État de Floride, aux États-Unis,. En 2020, elle compte une population de 6 698 habitants.